# 陳良宇
陳 良宇（ちん りょうう、チェン・リャンユー、1946年10月24日 - ）は、中華人民共和国の政治家。第16期中国共産党中央政治局委員、前上海市党委員会書記、元上海市長。エンジニア。

## 経歴
- 1963年8月 - 1968年8月：解放軍後勤工程学院建築学部
- 1968年8月 - 1970年9月：解放軍6716部隊
- 1970年9月 - 1983年3月：上海彭浦機器廠、工員、設計員
- 1979年2月 - 1980年1月、同済大学工程システム科研修
- 1980年4月：中国共産党入党
- 1983年3月 - 1984年3月：上海彭浦機器廠副工場長、上海市冶金鉱産機械公司党委副書記
- 1982年9月　- 1983年4月：市機電一局党校幹部輪訓班学習
- 1984年3月 - 1985年1月：上海電器公司党委書記
- 1985年1月 - 1987年2月：上海市委老幹部局副局長、局長
- 1987年2月 - 1992年10月：上海市黄浦区委副書記、副区長、区長
- 1992年1月　- 1992年9月：イギリス、バーミンガム大学公共政策学院、研究
- 1992年10月 - 1992年12月：上海市委副秘書長
- 1992年12月 - 1996年10月：上海市委副書記
- 1996年10月 - 2001年12月：上海市委副書記、副市長
- 2001年12月 - 2002年2月：上海市委副書記、代市長
- 2002年2月 - 2002年10月：上海市委副書記、市長
- 2002年10月　- 2002年11月：上海市委書記、市長
- 2002年11月　- 2003年2月：中共中央政治局委員、上海市委書記、市長
- 2003年2月　- 2006年9月：中共中央政治局委員、上海市委書記
- 2006年9月24日 - ：上海市社会保険基金事件で、上海市委書記、常務委員職を免職、中央政治局委員、中央委員職を停止。
- 2007年7月24日 - ：上海市人民代表大会常務委員、黄浦区人民代表大会常務委員会、全国人大代表、上海市人大代表の資格停止、罷免（不逮捕特権が失われる）。
  - 7月26日、中共中央政治局は中紀委が提出した「陳良宇の紀律違反問題に関する審査報告」を審議し、陳良宇の党籍剥奪処分、全ての公職を免職にすることを決定。
  - 8月6日、司法当局は陳良宇を収賄と職権乱用容疑で逮捕した。

- - 8月30日、全国人大代表資格取り消し

- 2008年3月25日：天津市第2中級人民法院が事件の審理を開始
  - 4月11日、同法院は陳良宇に対して、懲役18年、財産没収30万元の一審判決を言い渡した。

## 政治活動
1980年代から1990年代にかけては朱鎔基、呉邦国、黄菊など上海閥の下で仕事を共にし薫陶を受ける。2002年2月、代理市長から市長に昇格するが、黄菊の中央入りで市トップの党委書記となり、中央委員候補から一気に中央政治局入りを果たす。曽慶紅と同じこの強引な昇格には江沢民の強い力が働いた。後任の市長には当時48歳と歴代最年少で胡錦濤派の韓正が射止めた。
上海万博招致には国家万博招致委員会副主任。江沢民、朱鎔基の強い支持の下、呉儀国務委員、唐家璇外交部長（いずれも当時）らと共に誘致合戦を戦い、見事2010年の開催招致に成功した。
2005年の反日デモでは市の機関紙である解放日報は、上海の日本総領事館がデモ隊に襲撃された後、すぐさま「最近発生した非合法なデモは愛国的行動でもなんでもなく違法行為」「背後に黒幕が控えている陰謀」と厳しく断罪、デモ参加者を逮捕した。また総領事館に通じる道路に輸送コンテナを置いて通行できなくするなど、北京に比べると果断な処置を取った。これは「上海市が外資、特に日本の投資を受けて成長を続けていることから、投資環境として不安定なところを見せられない」「厳しい処置を取ることで逆に反日デモを煽っている」といった意見が出たが、上海市と中央の間で経済政策では温度差があることからおそらく前者であろうと考えられる。このように上海市は「地方諸侯」ぶりを遺憾なく発揮していたが、科学的発展観や、2005年10月に発表された五中全会の指針である「ODA1単位辺りの消費エネルギー効率を20%抑える」が胡錦濤の評価基準に据えられ地方と中央の軋轢は増していった。とくに上海は前指導者である江沢民の牙城でもあり、ここに言うことを聞かせられるかで胡錦濤の実力を判断する材料となった。しかし、五中全会では党委書記の地位を胡錦濤派である劉延東にスライドさせられるかが焦点のひとつだったが、全く手を付けられないままに終わっている。

## 逮捕
2006年7月、上海市人民政府社会保険局長の祝均一が基金の不正使用容疑で中央規律検査委員会の調査対象になると、市長の韓正と共に北京に呼び出され、「中央が法に照らして事件捜査をすること」を支持。8月14日、祝均一が解任され、25日には前秘書で7月まで上海市委員会弁公庁副主任を兼務していた上海市宝山区の秦裕区長にも「重大な規律違反」の可能性があると新華社に報じられた。融資先の企業家である張栄坤は黄菊一家とも密接な関係であり、六中全会前に陳良宇など上海閥への延焼はあるのかどうかが注目されていた。
その間も陳良宇は汚職撲滅を訴え、解任5日前の9月19日にも市党委常務委員会を主催して「中央の指示に基づいてやれ。法に違反している幹部は解任後、処罰させるように」との演説もしていた。ところがその5日後の24日に党中央政治局会議で「社会保障基金の不正使用」「地位を利用した縁者の優遇」などの嫌疑により、党委書記など上海市の一切の職務は免職され、中央政治局委員、中央委員の職務を停止された。2007年3月に習近平が正式に任命されるまで、党委書記は市長で常務副書記の韓正が代行した。規律委員会が陳良宇解任後上海汚職疑惑を調査していたが、後になり側近や市幹部が摘発された。
党籍剥奪後、司法当局が、刑事処分手続きを行った。
職権乱用による国家財産損害額は、300億人民元にのぼった。
また、陳の子息である陳維力が不正融資の疑いで逃亡先のマレーシアで逮捕され、2008年、執行猶予付きの実刑判決を受けた。

## 服役
- 2009年6月、レコードチャイナが北京市昌平区にある秦城監獄に服役している陳が特別待遇を受けていると報じた[1]。

## 外部サイト
- 全職務停止の記事（中国語）
- 党籍剥奪、公職追放の記事（中国語）